# Aelurillus sahariensis
Aelurillus sahariensis là một loài nhện trong họ Salticidae.
Loài này thuộc chi Aelurillus. Aelurillus sahariensis được Lucien Berland & Millot miêu tả năm 1941.